# Kinzig (biflod til Main)
 For alternative betydninger, se Kinzig. (Se også artikler, som begynder med Kinzig)
Kinzig er en flod i det sydlige del af den tyske delstat Hessen. Den er en biflod til til Main fra højre, med en længde på 82 kilometer. Kinzig har sit udspring i Spessart nær Schlüchtern og munder ud i Main ved Hanau. Landkreisen Main-Kinzig-Kreis er opkaldt efter floden. Byer langs Kinzig er Schlüchtern, Steinau an der Straße, Bad Soden-Salmünster, Gelnhausen og Hanau.
Kinzig spillede en vigtig strategisk rolle i Slaget ved Hanau i oktober 1813, da Napoléon Bonaparte trak sig tilbage til Rhinen efter han tabte Slaget ved Leipzig.